# William Carnegie, VII conte di Northesk
William Carnegie, VII conte di Northesk (Hampshire, 10 aprile 1756 – Londra, 28 maggio 1831), è stato un ammiraglio scozzese, figlio del conte George Carnegie e di Anne Melville.

## Carriera navale

### Inizi della carriera
Seguendo i passi paterni in marina nel 1771, Carnegie prestò servizio nel corso della guerra d'indipendenza americana  sulla fregata HMS Beaulieu e sul vascello HMS Sandwich, restando coinvolto nella battaglia della Martinica nel 1780 sotto l'Ammiraglio Rodney. La sua buona condotta nel corso dello scontro fu riconosciuta da Rodney, che promosse Carnegie comandante e quindi ne aiutò l'ascesa a post-captain nel 1782, quando gli fu assegnato il comando della fregata HMS Enterprise.
Dieci anni più tardi, allo scoppio delle guerre rivoluzionarie francesi, il 22 gennaio 1792, Carnegie fu nominato conte di Northesk. Nel 1796 gli fu assegnato un nuovo vascello, il HMS Monmouth, e, trovando come primo tenente Charles Bullen, ebbe inizio di un'eccellente collaborazione professionale e di una stretta amicizia. L'anno successivo fu catturato nel corso dell'ammutinamento del Nore, ma fu rilasciato dagli ammutinati per portare le loro richieste a Londra.
Come molti nella flotta, Northesk ebbe simpatia per i marinai nelle fasi iniziali dell'ammutinamento, cosicché, quando le richieste furono rifiutate, rassegnò le sue dimissioni, dal momento che aveva fallito nel reinstaurare l'ordine sulla sua nave o nell'ottenere concessioni dal governo.

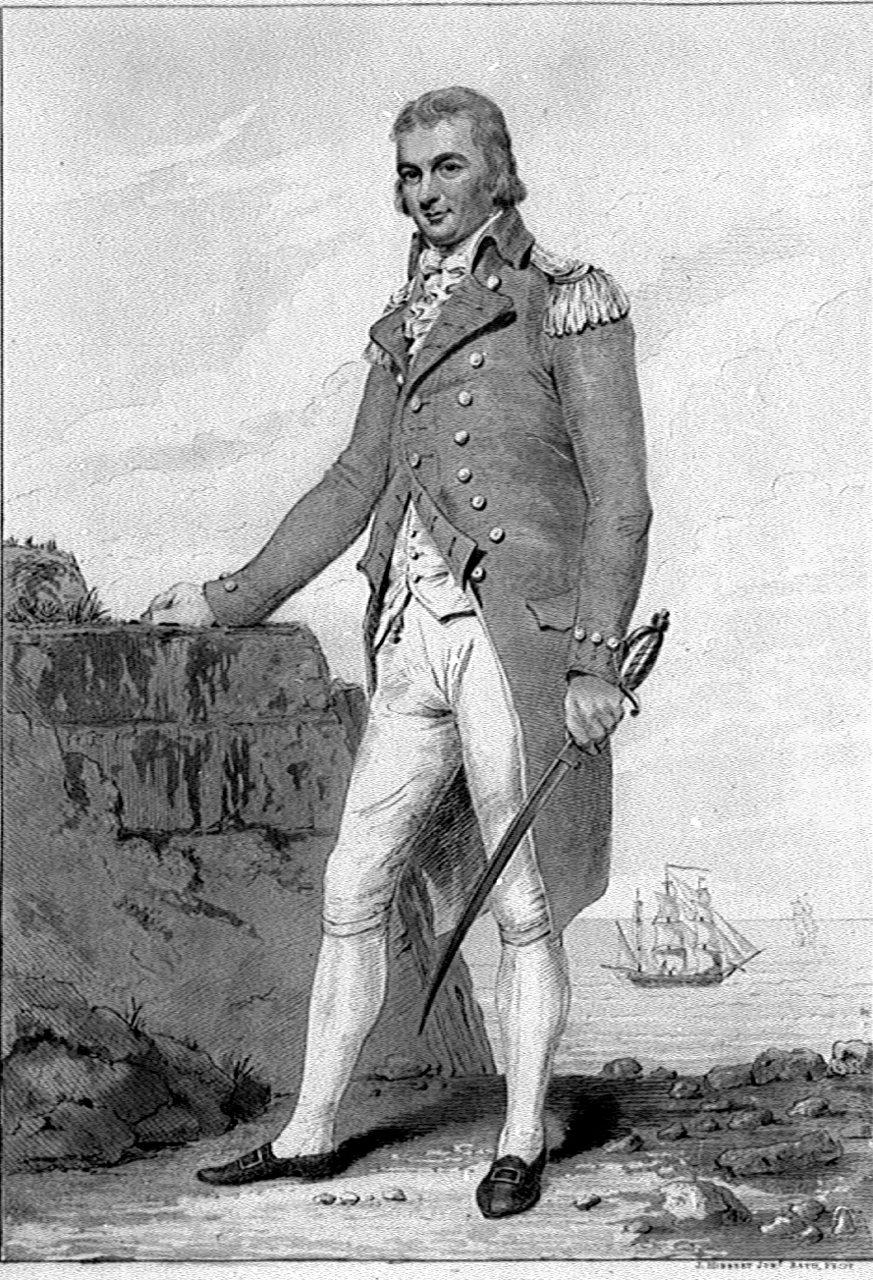
William Carnegie nelle vesti di post-captain
con 3 anni di anzianità

Reinserito dall'Ammiragliato nel 1803 con completa anzianità di servizio come contrammiraglio, a Northesk fu assegnata la nave di prima classe con 100 cannoni HMS Britannia come ammiraglia e, dopo un breve periodo nella Flotta della Manica, fu inviato a sud con Sir Robert Calder per unirsi alle squadre di intercettazione al largo della Spagna. Con lui c'era anche il capitano Bullen. Non partecipò all'azione di Calder nel 1805, ma, in quello stesso anno, si unì alla flotta di Nelson al largo di Cadice.

### Battaglia di Trafalgar
Mentre l'inevitabile battaglia al largo di Capo Trafalgar si approssimava, Northesk era lasciato fuori dalla progettazione dello scontro, in parte perché era il terzo ammiraglio più anziano presente dopo Nelson e Collingwood e in parte perché, a differenza della maggior parte dei capitani in battaglia, Northesk non aveva mai collaborato con Nelson in precedenza e non era membro della famosa "Banda dei fratelli" (Band of Brothers).
Ciononostante, quando giunse la battaglia, Northesk era pronto e, sebbene la sua imbarcazione lenta ci impiegasse alquanto a raggiungere il combattimento, fu pesantemente coinvolto con l'enorme nave spagnola da 130 cannoni Santísima Trinidad, con il risultato che il Britannia subì 52 caduti in battaglia. 
Fu ampiamente ricompensato per il suo servizio nel corso di azioni, ma, come molti capitani di Trafalgar, non prestò più ulteriore servizio in mare, siccome all'estero non era più possibile trovare posti per ufficiali senior. 
Fu un membro dell'Ordine del Bagno, raggiungendo addirittura la posizione di Cavaliere della Gran Croce (Knight Grand Cross). Ottenne anche il grado di ammiraglio generale, il posto cerimoniale di "contrammiraglio di Gran Bretagna" e fu nominato più avanti nella sua carriera Comandante in Capo, Plymouth.

### Morte
Carnegie morì nel 1831 in Londra e fu sepolto nella cripta di St Paul's Cathedral a fianco di Nelson e Collingwood, dove la sua tomba è tuttora visibile.

## Famiglia
Carnegie sposò Mary Ricketts, figlia di William Henry Ricketts, il 9 dicembre 1788 ed ebbe nove figli:
- Mary Carnegie (3 ottobre 1789 - 7 marzo 1875) coniugata con Walter Long di Preshaw nel 1810
- George Carnegie, Lord Rosehill (c. 1790 - febbraio 1807), caduto sulla HMS Blenheim
- William Hopetoun Carnegie, VIII conte di Northesk (6 ottobre 1794 - 5 dicembre 1878)
- Anne Letitia Carnegie (c. 1796 - 25 febbraio 1870)
- Elizabeth Margaret Carnegie (c. 1798 - 12 aprile 1886)
- Jane Christian Carnegie (c. 1800 - 1º ottobre 1840)
- John Jervis Carnegie (8 luglio 1807 - 18 gennaio 1892)
- Georgina Henrietta Carnegie (2 agosto 1811 - 7 novembre 1827)
- Swynfen Thomas Carnegie (8 marzo 1813 - 20 novembre 1879), ammiraglio